# Bundesfachschule für das Konditorenhandwerk
Die Bundesfachschule für das Konditorenhandwerk war eine Fachschule zur Ausbildung von Meistern des Konditorenhandwerks. Die Meisterschule hatte ihren Sitz in der Stadt Wolfenbüttel in Niedersachsen.

## Geschichte
Im Jahr 1927 gründete der Konditormeister Bernhard Lambrecht (1897–1971) in Wolfenbüttel die zunächst private „Fachschule für neue Konditorkunst“. Der Lehrbetrieb wurde am 3. Januar 1928 aufgenommen.
Lambrecht sah sein Handwerk noch mit den Traditionen des 19. Jahrhunderts verbunden und vom verschnörkelten Dekor des Wilhelminischen Stils bestimmt. Er hielt es somit für dringend reformbedürftig und orientierte sich dabei an den Grundgedanken des Bauhauses in Dessau, wo er auch Vorlesungen besucht hatte. In seinem Werk „Vom neuen Stil in der Konditoreikunst“ (Wolfenbüttel 1929) brach Lambrecht radikal mit dem alten „Zuckerbäckerstil“. Die Schule lehrte gemäß der neuen, von Lambrecht formulierten Prinzipien des Konditorenhandwerks, wie Schönheit des Materials, Echtheit des Materials und zweckgebundenes Gestalten.
1938 wurde die Fachschule in „Meisterschule des Konditorenhandwerks“ umbenannt und den Kunstgewerbeschulen gleichgestellt, bevor sie im Jahr 1939, mit dem Beginn des Zweiten Weltkriegs, geschlossen wurde. Die Wiedergründung erfolgte am 1. September 1948 unter der Trägerschaft des Deutschen Konditorenbundes (DKB) und erneut unter der Leitung des Gründungsdirektors Bernhard Lambrecht, der die Schule weiter bis 1969 führte.
Ab 1974 beteiligte sich die Handwerkskammer Braunschweig an der Trägerschaft der Schule, um zu verhindern, dass die Konditorenschule aus dem damaligen strukturschwachen Zonenrandgebiet in ein anderes Bundesland verlegt wurde. Das Gebäude wurde zu einem modernen Bildungszentrum ausgebaut. Eine letzte Umbenennung erfolgte im Mai 1978, als sie den Namen Bundesfachschule für das Konditorenhandwerk erhielt, mit dem Untertitel „Bernhard Lambrecht-Schule“. Für die Unterbringung der Lehrgangsteilnehmer wurde 1984 die benachbarte Samson-Schule erworben und zu einem Gästehaus umgebaut.
Die Bundesfachschule blieb bis in die 1990er Jahre der einzige Ausbildungsort für die überbetriebliche Konditorenausbildung in Deutschland. Am 31. Dezember 2004 stellte die Schule ihren Lehrbetrieb aufgrund zu geringer Schülerzahlen ein. Während in den 1990er Jahren noch jährlich ca. hundert Teilnehmer, auch aus Japan, den USA und Kanada, die Meisterkurse besuchten, waren es in den 2000er Jahren lediglich zehn pro Jahr. Endgültig geschlossen wurde die Schule am 31. März 2005, die zu diesem Zeitpunkt noch 17 Mitarbeiter beschäftigte. Ihre Lehre beeinflusst bis heute die moderne Konditorkunst.